# ラメーツィア・テルメ国際空港
ラメーツィア・テルメ国際空港（ラメーツィア・テルメこくさいくうこう、イタリア語: Aeroporto Internazionale di Lamezia Terme）は、イタリアのカラブリア州ラメーツィア・テルメのサンテウフェミア地区にある空港。カラブリア州の中核空港である。空港近くには、軍のヘリコプター部隊が駐屯している。

## 歴史
1965年、新空港建設に向けてCONSAERというコンソーシアムが立ち上げられた。空港の用地には、高速道路や鉄道、ジョイア・タウロ港に近いという理由で、ラメーツィア・テルメが選定された。空港は1976年6月に開港し、サンテウフェミアの地名からIATA空港コードはSUFとなった。同年12月にはイタビア航空がローマのフィウミチーノ空港、ミラノ・リナーテ空港、カターニア＝フォンターナロッサ空港、パレルモ空港とのあいだに定期便を就航させた。1982年に空港の拡張および近代化が行われた。
1990年から、地元の行政当局や民間事業者が共同で所有するSACAL SpAが空港を運営している。
2007年12月27日には、滑走路を2,414メートルから3,000メートルに延伸させる契約が締結された。翌年11月には既存の建物に代わる新旅客ターミナルのデザインコンペが開かれ、Engco社の案が採用された。

## 就航路線
| 航空会社            | 就航地 |
| ------------------- | --- |
| エア・トランザット  | 季節運航： トロント・ピアソン |
| アルバスター        | 季節運航： ベルガモ |
| オーストリア航空    | 季節運航： ウィーン |
| コンドル航空        | 季節運航： デュッセルドルフ、フランクフルト、ミュンヘン |
| ディスカバー航空    | 季節運航： フランクフルト、ミュンヘン |
| イージージェット    | バーゼル/ミュールーズ、ミラノ・マルペンサ 季節運航： ジュネーヴ |
| エーデルワイス航空  | チューリッヒ |
| ユーロウイングス    | 季節運航： ケルン/ボン、デュッセルドルフ、ハノーファー（2024年5月2日運航再開）、ザルツブルク、シュトゥットガルト 季節チャーター： インスブルック |
| フィンエアー        | 季節運航： ヘルシンキ |
| ITAエアウェイズ     | ミラノ・リナーテ、ローマ・フィウミチーノ |
| ルクスエア          | 季節運航： ルクセンブルク |
| マラブ航空          | 季節運航： ミュンヘン |
| ネオス              | 季節運航： ミラノ・マルペンサ、ヴェローナ |
| ライアンエアー      | ベルガモ、ボローニャ、ジェノヴァ、ロンドン・スタンステッド、マルタ、メミンゲン、ミラノ・マルペンサ、ピサ、トリノ、ヴェローナ 季節運航：シャルルロワ、カールスルーエ/バーデン・バーデン、クラクフ、ニュルンベルク、トレヴィーゾ、ヴェネツィア、ウィーン |
| スカイアルプス      | 季節運航： ボルツァーノ |
| スマートウィングズ  | 季節運航： ブルノ、プラハ |
| トランサヴィア      | 季節運航： パリ・オルリー |
| TUIエアウェイズ     | 季節運航： ロンドン・ガトウィック、マンチェスター |
| TUIフライ・ベルギー | 季節運航： ブリュッセル |
| ウィズエアー        | ミラノ・マルペンサ、ティラナ、トリノ |